# Izvoare (gmina Dumbrava Roșie)
Izvoare – wieś w Rumunii, w okręgu Neamț, w gminie Dumbrava Roșie. W 2011 roku liczyła 945 mieszkańców.